# Solaro
Solaro é uma comuna italiana da região da Lombardia, província de Milão, com cerca de 12.029 habitantes. Estende-se por uma área de 6 km², tendo uma densidade populacional de 2005 hab/km². Faz fronteira com Saronno (VA), Ceriano Laghetto, Bovisio-Masciago, Limbiate, Caronno Pertusella (VA), Cesate.

## Demografia
| Variação demográfica do município entre 1861 e 2011                               |
|                                                                                   |
| Fonte: Istituto Nazionale di Statistica (ISTAT) - Elaboração gráfica da Wikipedia |